# PSMB10
PSMB10 (англ. Proteasome subunit beta 10) – білок, який кодується однойменним геном, розташованим у людей на короткому плечі 16-ї хромосоми. Довжина поліпептидного ланцюга білка становить 273 амінокислот, а молекулярна маса — 28 936.
| 10         |  | 20         |  | 30         |  | 40         |  | 50         |
| ---------- |  | ---------- |  | ---------- |  | ---------- |  | ---------- |
| MLKPALEPRG |  | GFSFENCQRN |  | ASLERVLPGL |  | KVPHARKTGT |  | TIAGLVFQDG |
| VILGADTRAT |  | NDSVVADKSC |  | EKIHFIAPKI |  | YCCGAGVAAD |  | AEMTTRMVAS |
| KMELHALSTG |  | REPRVATVTR |  | ILRQTLFRYQ |  | GHVGASLIVG |  | GVDLTGPQLY |
| GVHPHGSYSR |  | LPFTALGSGQ |  | DAALAVLEDR |  | FQPNMTLEAA |  | QGLLVEAVTA |
| GILGDLGSGG |  | NVDACVITKT |  | GAKLLRTLSS |  | PTEPVKRSGR |  | YHFVPGTTAV |
| LTQTVKPLTL |  | ELVEETVQAM |  | EVE        |  |            |  |            |

A: Аланін

C: Цистеїн

D: Аспарагінова кислота

E: Глутамінова кислота

F: Фенілаланін

G: Гліцин

H: Гістидин

I: Ізолейцин

K: Лізин

L: Лейцин

M: Метіонін

N: Аспарагін

P: Пролін

Q: Глутамін

R: Аргінін

S: Серин

T: Треонін

V: Валін

Кодований геном білок за функціями належить до гідролаз, протеаз, треонінових протеаз, фосфопротеїнів. 
Задіяний у таких біологічних процесах, як взаємодія хазяїн-вірус, ацетилювання. 
Локалізований у цитоплазмі, ядрі.